# 항공 교통 관제

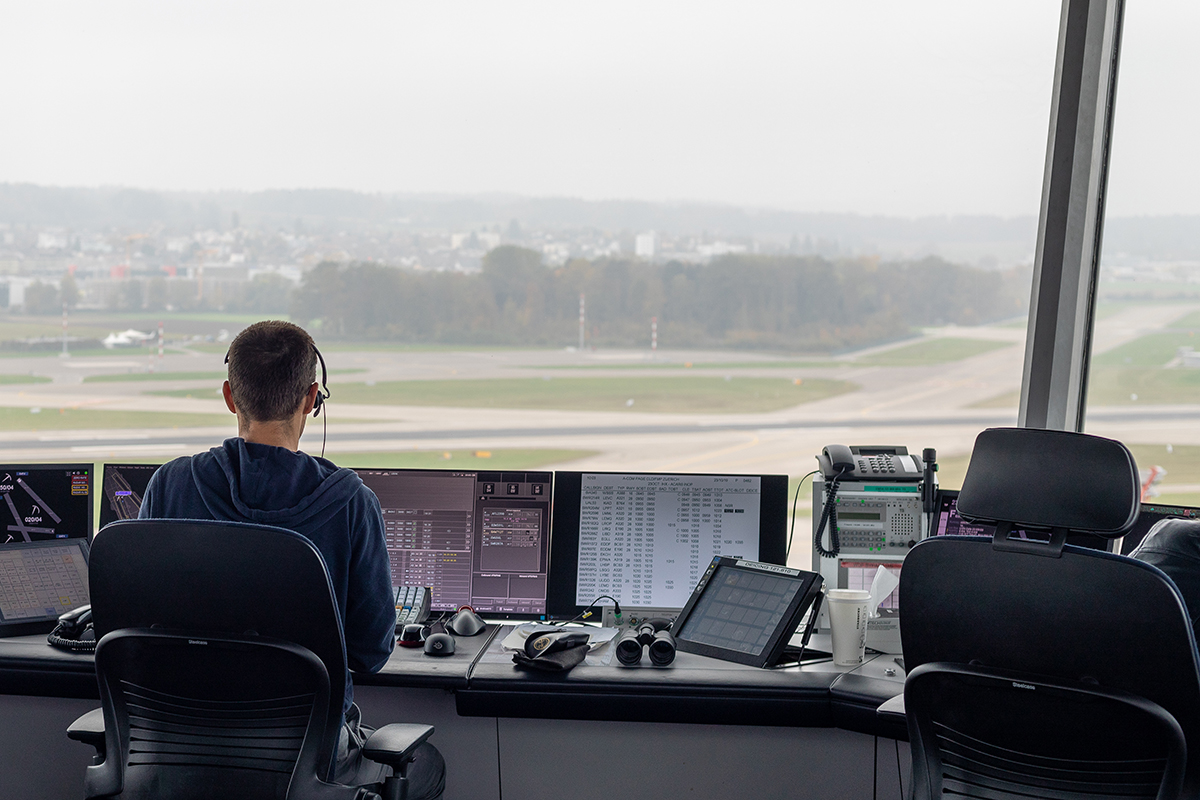
스위스 취리히 공항의 관제탑에서 항공교통관제사가 관제를 하고 있는 모습

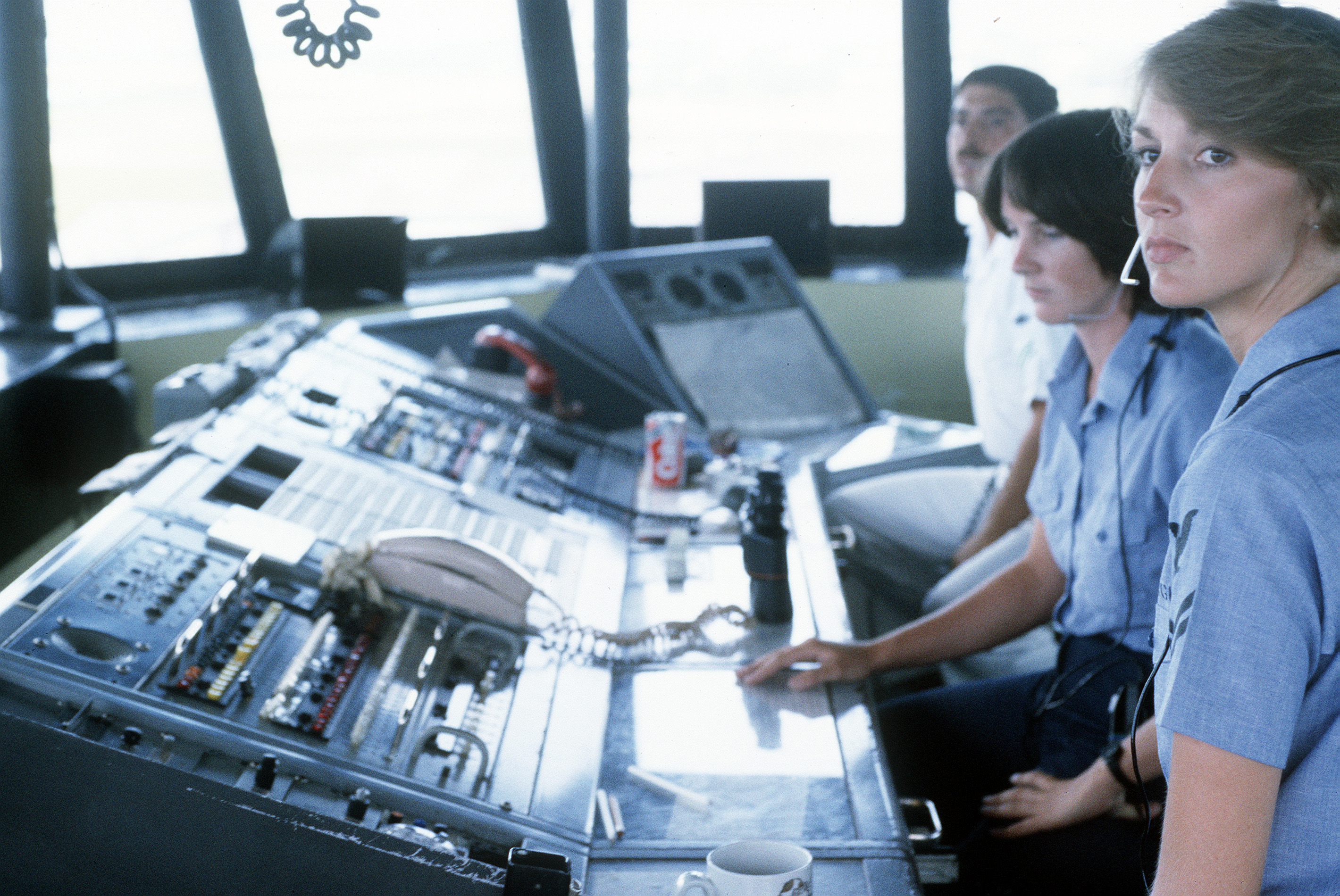
항공교통관제사가 관제탑에서 항공교통관제를 하고 있는 모습

항공교통관제(航空交通管制, 영어: air traffic control, ATC)는 비행 중인 항공기와 지속적인 교신을 통해 항공기의 모든 움직임을 통제한다. 항공교통관제업무에는 항공기 간의 충돌 및 장애물과의 충돌을 방지, 항공교통의 질서 있는 흐름을 유지 및 촉진, 항공기의 효율적 운항을 위한 정보 제공, 수색 및 구조 업무가 있다. 일부 국가에서는(미합중국, 브라질 등) 항공 교통 관제가 보안 또는 국방의 역할을 수행하기도 한다.

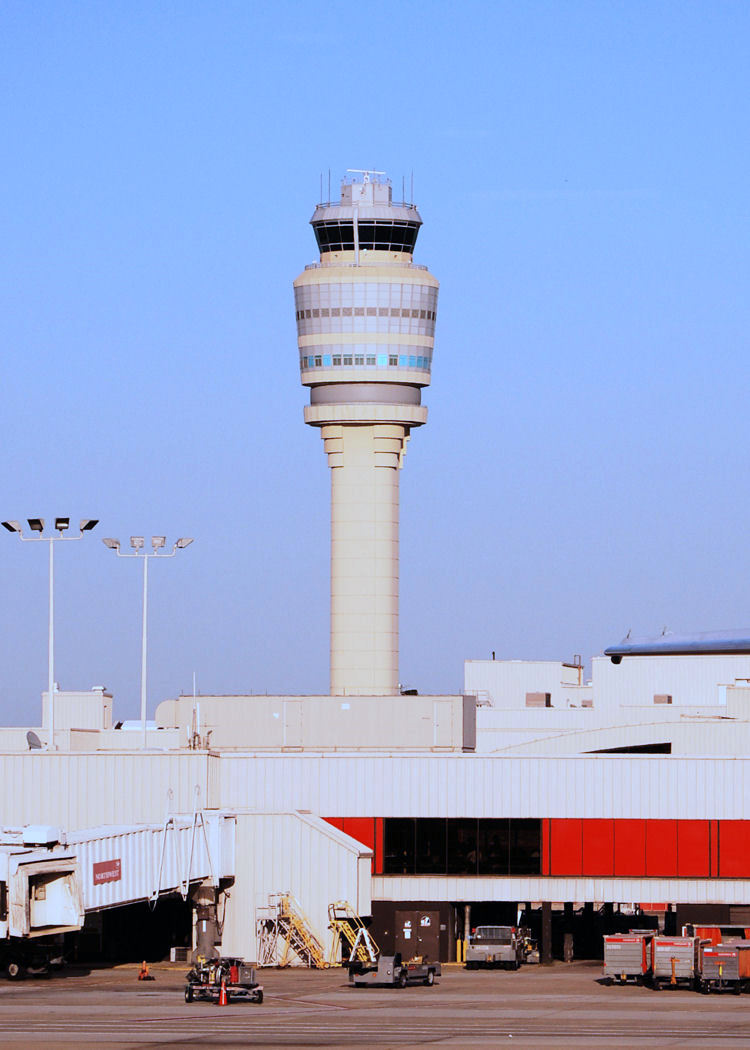
미국 조지아주 애틀랜타에 있는 하츠필드잭슨 국제공항의 관제탑

두 비행기의 충돌을 막게 도와주는 행위를 분리라고 한다. 이것은 두 비행기가 측면, 대각, 옆면에서 충돌하는 것을 예방하는 행위이다. 요즘 신형비행기들은 항공 교통 관제 타워의 지시와 명령을 더 쉽게 따르기 위해 충돌 방지 시스템(TCAS, 공중충돌방지장치)이란 장치를 달고 나온다. 항공 교통 관제 타워는 비행기들의 충돌을 막는 일 외에 파일럿들에게 정보를 주거나, 날씨나 네비게이션 정보를 주기도 한다.
대부분의 나라에서 ATC 서비스는 공역의 대부분에 걸쳐 제공되고, 관제 업무는 모든 이가 이용할 수 있다. 컨트롤러가 일부 또는 모든 항공기 분리에 대한 명령을 내릴 경우의 상공을 '관제공역'이라고 한다. 이는 관제사의 제한을 받고 있지 않은 '비관제공역'과 상반되는 뜻이다. 항공기의 비행방식과 공역의 등급에 따라 제공되는 항공교통업무가 다르다.

## 언어
항공 교통 관제는 주로 영어나 관제탑이 있는 나라의 언어로 진행된다. 관제탑이 있는 지역의 언어가 사용되지만, 관제탑 직원은 반드시 영어를 할 줄 알아야 한다.

## 역사
1920년 2월 25일, 런던의 크로이던 공항은 세계에서 첫번째로 항공 교통 관제를 선보인 공항이다. 최초의 비행장 관제탑은 네 벽에 창문이 달린 15 ft (4.6 m) 높이의 목조 오두막이었으며 파일럿에게 기본적인 교통, 날씨, 위치 정보를 제공하였다.
1922년 제 1차 세계 대전 후 정찰기의 움직임을 감시 및 추적하기 위해 군대에서 개발한 기술을 미국의 우체국이 이용하기 시작하면서 첫번째 "항공 우편 라디오국(영어: air mail radio stations, AMRS)"이 만들어졌다. 그 이후, AMRS는 "비행 서비스 스테이션(영어: flight service station, FSS)"으로 변경되었다. 오늘날의 FSS는 다량의 비행 관련 정보 서비스를 파일럿에게 제공하며, ATC로부터 온 제어 명령을 중계한다.
1930년 클리블랜드에서 특정 공항의 이착륙과 지상 이동을 규제하는 최초의 공항 교통 관제탑이 개시되었다.
1935년 출발지와 목적지 사이의 항공기 이동을 관리하는 최초의 항공로 교통 관제 센터가 뉴저지 주의 뉴아크에 설립된 후, 1936년 시카고와 클리블랜드에도 세워졌다.
1950년대 대규모 공항 주변의 혼잡한 공역을 감시 및 제어하기 위해 레이더가 도입된 진입 및 출발 제어 시설이 생겼다.
1956년, 탑승자 128명 전원이 사망한 그랜드 캐니언 공중 추돌 사고 이후 1958년 미국 연방항공청(영어: Federal Aviation Administration, FAA)은 미국의 항공 교통 책임을 부여받았고 그 후 다른 국가들도 뒤따랐다.
1960년 영국, 프랑스, 독일과 베네룩스 국가들은 유로컨트롤(영어: Eurocontrol)을 세워 공역을 합병하였다. 1972년 유로컨트롤에 의해 설립된 벨기에, 룩셈부르크, 네덜란드, 북서독을 아우르는 "마스트리흐트 상부 지역 컨트롤 센터(영어: Maastricht Upper Area Control Centre, MUAC)"는 국가간 관제관들의 공동 관리를 시도한 최초의 센터로 현재까지도 유일하다.
2001년 EU는 효율성의 향상과 규모의 경제를 바라며 "Single European Sky"를 지향하기 시작했다.

## 공항 관리
가까운 공항 환경을 제어하는 기본적인 방법은 공항 교통 제어 타워에서의 시각적 관측이다. 항공 교통 관제탑은 공항 부지에 위치한 건물이다.  공항이나 타워 컨트롤러가 공항 근처 에어 제어를 효율적으로 하기 위해, 운동 항공기 및 공항 자체의 택시 정류장,  활주로 내 운영 차량 및 항공기를 관리하며 그 책임은 일반적으로 5-10해리(3.7-9.2 km)로 이에 따라 공항 수속 절차를 밟는다.
레이다 디스플레이는 일부 공항에서 관제탑에서 사용할 수 있다. 컨트롤러라 불리는 관제탑 관계자들이 보조 감시 레이다라는 것을 비행기 출항 때 사용할 수 있다. 이러한 디스플레이는 지역의 지도, 각종 항공기의 위치, 데이터 항공기 식별, 속도, 방향, 그리고 지역 정보들을 모두 포괄한다.
관제탑은 주로 세가지 영역을 책임지고 있는데, 그것은 로컬 컨트롤이나 에어 제어, 그라운드 제어 및 비행 데이터 / 통관 이 세 가지이다.

## 관제구역별 명칭

### 지상관제소(ground control)
그라운드 컨트롤은 주로 공항 내의 움직임을 담당하는 역할을 한다.
이런 것들에는 주로 공항의 내 유도로나,지상조업 차량,비행기 대기장(계류장) 등이 있다, 또한 출발 게이트를 관리하기도 한다. 정확한 지역 및 제어 책임은 명확하게 문서 및 각 지방 공항에서 협정에 정의되어 있다. 모든 항공기, 차량 또는 도보로 이 분야에서 일하는 사람은 그라운드 컨트롤로부터 허가를 받아야 한다. 이것은 일반적으로 VHF / UHF 무전기를 통해 이루어지지만, 다른 프로세스를 사용하는 특별한 경우가 간혹 있다.
대부분의 항공기나 공항에 있는 차량들은 라디오를 탑재하고 있다. 라디오가 탑재되어 있지 않은 항공기 또는 차량은 광신호를 통해 관제탑의 지시에 응답해야 한다. 다른 라디오와 차량의 도움을 받기도 한다. 공항에서 일하는 사람들은 관제탑과 계속 연락을 취하기 위해 손에 라디오나 헤드폰을 들고 다니기도 한다. 그라운드 컨트롤은 항공기의 원활한 운행을 위해서 필수적이다.
일부 더 활성화된 공항에서는 공항 표면 운동 관제 레이다가 설치되어 항공기와 공항 내의 차량의 움직임을 관리한다. 이 레이다는 주로 시야와 시력이 줄어드는 야간에 사용된다. 이 시스템은 현재 계속 현대화 되고 있으며, 다양한 기능이 추가되고 있다. 이전 시스템은 인터페이스나, 지도, 레이저 타깃 그리고 데이터를 와 안정한 항로를 표시한다.

### 국지 관제 (Local Control,Tower control)
국지 관제("타워"또는 "타워 컨트롤"로 조종사들에게 알려짐)는 사용 활주로 사용에 대한 책임을 총괄하고 있다. 국지 관제는 항공기의 이착륙 및 활주로 횡단, 역주행(Back Track) 등 활주로 사용에 대한 모든 부분을 관할한다. 활주로 상에 위해요인이 발생될 가능성이 있거나 그러한 경우, 착륙을 위해 접근 중인 항공기에게는"Go-Around (복행하라)" 지시가 가능하다.
이후 복행 항공기는 접근 관제소(Approach Control)로 관제 이양되어 레이더유도(Radar Vector)를 받거나 실패접근절차(Missed Approach Procedure)나 교통장주(Traffic Circuit)를 이용하여 재 접근하도록 유도한다.
관제탑 내에서 국지 관제사와 지상 관제사 간에는 긴밀한 협조와 소통이 필요하다. 지상 관제사들은 항공기 또는 차량이 활주로 횡단하도록 하기 위해 국지 관제사의 허가를 받아야한다.

### 비행 데이터 / 통관 및 전달
정확한 전달이란 비행기에게 정확한 정보를 전달해 주는 것을 뜻하며 특히 텍싱을 하기 전에 전달하는 것을 뜻한다. 이것은 항공기가 출발 후 비행할 것으로 예상되는 노선의 세부 사항을 포함한다.
바쁜 공항은 교통 관리 코디네이터에서 통관 전달하거나, 필요한 경우에 항공기에 대한 자료를 얻기 위해 경로 센터와 국가 명령 센터 또는 흐름 제어 센터와 협력을 취하기도 한다. 그러나 종종 이러한 자료가 자동으로 주어지거나 허용 지역 협정에 의해 '자유 흐름' 출발을 제어한다.
날씨가 매우 안 좋거나 영공 사용 금지에 대한 특별한 지시가 있을 경우 지상 "중지"하거나, 다시 노선의 시스템이 과부하가 나지 않도록 할 수 있다. 통관 전달의 주된 업무는 비행기가 적절한 경로와 슬롯 시간을 확인하는 것이다. 이 정보는 비행기가 명령 센터에서 제공하는 슬롯 시간을 적당한 시간에 활주로에 도달하는 것을 보장하기 위해 비행 센터와 그라운드 컨트롤러에 의해 조정된다. 일부 공항에서는 통관 및 전달자들이 그라운드 운동 도우미로 알려져 있는데 엔진 계획 및 공항내 교통체증 (특히 택시 관련)을 막는 역할을 하기도 한다.

### 접근 및 단말 관리
대부분의 공항들은 공항과 연결된 레이다 시설들을 갖추고 있다. 대부분의 나라에서 이것들은 단말 관리라고 일컫는다. 특히 미국에서는 이것을 트라콘이라고 한다. 대부분의 공항에서 이 시설들이 공항에서 반경 56-93km 이내를 관장한다. 특히, 분주한 공항들이 많은 지역에선 한 지정된 트라콘이 여러 공항들에게 서비스를 제공한다. 트라콘의 관리 반경은 공항마다 다른데, 지형, 주변에 공항 상황 그리고 교통 상황에 따라 그 범위가 결정된다. 제일 큰 범위를 가진 곳은 런던 공항인데 무려 190km의 반경을 범위로 가진다.
터미널 컨트롤러는 자신의 영공 내 모든 관제 서비스를 제공하고 있다. 교통 흐름이 크게 출발, 도착, 그리고 비행으로 나뉘어 있다. 비행기가 터미널 밖으로 이동하면, 그들은 다음 적절한 제어 설비 (컨트롤 타워 엉 - 경로 제어 시설, 또는 경계 터미널이나 접근 제어)센터로  작업을 넘긴다. 터미널 제어실은 비행기가 적절한 위치에 있고 적절한 곳에 이륙하는지를 감시해야 하는 의무가 있다.
모든 공항에 터미널이나 레이다 시설이 있는 것은 아니다. 이런 경우에는 인 루트 시설이나 주변에 있는 공항의 컨트롤러가 이 공항의 착륙을 관리한다. 그리고 일부 공항에선 비-레이다 서비스를 제공하기도 하며, 터미널 전용 접근 장치를 이용하기도 한다.

## 항공관제와 컴퓨터

### 업무 분야

#### 비행계획 전달(飛行計劃傳達)
정기편에 대해서는 일상 비행계획을 자기(磁氣) 테이프에 넣어 두고, 매일 컴퓨터에 의하여 운항계획을 작성한다. 또한 예정 변경분과 부정기분은 그때마다 전달한다.

#### 출발 허가(出發許可)
컴퓨터는 비행계획 중에서 출발예정 30분 전의 것을 찾아내어 출발허가를 해도 좋은가의 여부, 이를테면 이상접근(異狀接近)의 유무 등을 조사한 다음 출발표를 만들어 관제관(管制官)에게 준다. 관제관은 출발표에 따라 출발허가 지시의 허가를 내린다. 출발 예정시간 10분 이상을 경과한 것에 대해서는 컴퓨터가 그 이유를 통보한다.

#### 후속분(後續分)의 출발표 작성(出發票作成)
앞의 항공기가 이륙한 시각을 컴퓨터에 알리면 후속분의 출발표를 작성한다.

#### 이상접근 체크(異狀接近 check)
항공기로부터 수신한 위치통보점 통과의 보고 내용을 컴퓨터에 넣어 주면 이상접근 체크를 하게 된다. 이상이 없으면 이후의 예정 시각을 계산하여 기록을 한다. 이상이 있으면 지체 없이 관제관에게 통보한다. 위치통보점 통과 예정 시각을 5분 초과해 연락이 없을 경우에도 늦어지게 된 이유를 관제관에게 통보한다.

#### 강하(降下)의 승인(承認)
컴퓨터에 기억시켜 둔 내용에서 비행장 도착 예정 15분 전의 것을 발견하여 관제관에게 알린다. 예정보다 30분 경과한 것에 대하여도 그 이유를 관제관에게 알린다.

#### 비행(飛行)의 종료(終了)
관제관이 관제탑에서 착륙 통보를 받고, 이것을 컴퓨터에 넣어 주는 것으로 비행은 완료한다.

### 요구 사항
컴퓨터가 담당하는 항공관제업무의 요구사항은 다음과 같다.
1. 모든 문의에 관한 처리를 즉각적으로 행하지 않으면 안 된다.
2. 기본이 되는 시간을 체크하기 위하여 적어도 1분에 한 번 정도 컴퓨터가 현상의 변화에 대하여 기억내용을 조사할 필요가 있다.
3. 운항계획과 항공로(航空路) 등을 기억하기 위해서는 대용량의 기억장치가 필요하다. 빈번히 정보를 넣고 빼기 때문에 기억내용을 신속하게 집어내지 않으면 안 된다.
4. 1일 24시간 내내 가동하지 않으면 안 된다.
5. 관제관과의 대화에 필요한 특수 문의장치가 필요하다는 등의 조건

이를 위해서는 리얼 타임 컴퓨터(real time computer)에 의한 처리가 적당하다.

## 설비
지상 기지국에는 다음과 같은 시설들이 설치되어 있다.
- NDB(Non-Directional Beacon): 200kHz(으)로부터 415kHz의 주파수를 사용해 AM전파를 발사하고 위치를 알리는 시설이다. 모르스 부호로 문자의 식별 부호를 전파에 실어 송신하는 것으로 어느 곳으로부터 NDB의 전파인지를 용이하게 식별할 수 있도록 하고 있다.
- VOR(VHF Omni-directional (radio) Range)
- DME(Distance Measuring Equipment)
- TACAN(Tactical Air Navigation System)
- VOR/DME: VOR과 DME를 동시에 설치한 것으로 문자로 나타내지는 식별 부호의 알파벳 말미는 원칙으로서 E다.
- VORTAC: VOR과 TACAN을 인접해 설치한 것으로 문자로 나타내지는 식별 부호의 알파벳 말미는 원칙으로서 C이다. DME와 TACAN의 거리 측정 신호는 호환성이 있기 위해 VORTAC으로부터의 신호는 VOR/DME에 의한 민간기와 TACAN에 의한 군용기의 양쪽 모두를 이용할 수 있다.
- ILS (Instrumental Landing System)
- 레이다
  - 주 레이다는 주로 비행 중의 항공기의 위치와 고도를 파악하기 위해서 이용된다.
  - 공항 감시 레이다(ASR, Airport Surveillance Radar)는 공항으로부터 60마일 이내의 공역에 있는 항공기의 위치를 탐지해서 출발기나 진입기의 유도, 항공기의 관제 간격의 설정 등을 수행한다.
  - 보조 감시 레이다(SSR, Secondary Surveillnace Rader)는 항공기에 탑재한 ATC 트랜스폰더와 교신하고 편명(모드 A)와 고도(모드 C)를 얻는 레이다이고 물건 펄스 측각 방식에 의해서 모드 A/C의 정보 이외에 거리와 방위도 동시에 알 수 있다.
  - 공항 지상탐지 레이다(ASDE, Airport Surface Detection Equipment)는 공항 지표면의 항공기나 차량등의 움직임을 감시한다. 매우 짧은 파장의 전파를 이용한 고분해가능 레이다로 레이다 화면상에는 항공기의 형태가 분명히 나타난다. 시야가 좋지 않을 때나 야간의 관제 업무에 사용한다.
  - 정측진입 레이다(PAR, Precision Approach Radar)
  - 항공로 감시 레이다(ARSR, Air Route Surveillance Rader)

## 같이 보기
- 항공교통관제사
- 공항
- 항공사
- 마샬러